# Miconia molinopampana
Miconia molinopampana är en tvåhjärtbladig växtart som beskrevs av John Julius Wurdack. Miconia molinopampana ingår i släktet Miconia och familjen Melastomataceae. Inga underarter finns listade i Catalogue of Life.